# Вихман, Яков Ефимович
Яков Ефимович Ви́хман (Яков-Израиль Иерухимович Вихман, 1896—1976) — советский конструктор дизельных двигателей, один из руководителей конструкторского коллектива по созданию и производству  дизельных двигателей для советских танков.

## Биография
Родился в 1896 году в Бобруйске (ныне Могилёвская область, Беларусь) в еврейской семье. Поступил в Харьковский технологический институт в 1916 году, однако в связи с революцией, Гражданской войной и разрухой смог окончить его только в 1924 году. После окончания института работал на ХПЗ конструктором, старшим конструктором, заведующим конструкторским подотделом дизельного отдела завода, а с 1931 года — начальником конструкторского бюро по дизельному двигателю. С 1939 года — заместитель главного конструктора завода № 75, с 1941 года — заместитель главного конструктора СКБ-75 Кировского завода в Челябинске. Преподавал в Челябинском машиностроительном техникуме.
Умер в 1976 году в Челябинске.

## Награды и премии
- Сталинская премия второй степени (1946) — за создание танковых дизель-моторов
- два ордена Ленина,
- орден Отечественной войны I степени,
- медали.